# شاه شمس‌الدین
شاه شمس‌الدین (فلاورجان)، روستایی از توابع بخش پیربکران شهرستان فلاورجان در استان اصفهان ایران است.

## جمعیت
این روستا در دهستان سهروفیروزان قرار دارد و براساس سرشماری مرکز آمار ایران در سال ۱۳۸۵، جمعیت آن ۵۶ نفر (۱۱خانوار) بوده‌است.